# Каменка (Задонский район)
Ка́менка — село Задонского района Липецкой области России. Административный центр Каменского сельсовета.
Находится на берегу  Дона.

## География
Расположено на правом берегу излучины Дона, при впадении речки Каменки в Дон, возникло в конце XVI в. Расположено в 13 км на запад от города Задонск.
Общая площадь земель деревни — 0,134 тыс. га

## Население
| 1997 | 2010 |
| ---- | ---- |
| 234  | ↗238 |

## Топоним
название от реки Каменки, на которой оно расположено.

## История

### Дореволюционный период
В документах впервые упоминается в 1620 г., как «село Никольское на речке на Каменке, за Парфёном за Андросовым сыном Хвостова». А в источниках 1676 г. уже отмечается, как село Каменка с 37 дворами. Показано на карте селений, имевших в 1682—1703 годах церкви и часовни.
В списке населённых мест 1866 г. — село казённое и владельческое, 113 дворов, 828 жителей, винокуренный завод.
В 1784 г. в селе был построен однопрестольный каменный храм во имя св. Николая. Этот храм был построен помещиком Михаилом Семёновичем Извольским. Достопримечательностью храма была икона Иверской Божьей Матери, выписанная со Святой горы Афонской. В состав прихода церкви в с. Каменка входили село Каменка и деревни: Алексеевка, Пестовка, Ольшаный Колодезь. Количество прихожан обоего пола 1796 душ. В списке населённых мест 1866 г. значилось, как село казённое и владельческое, 113 дворов, 828 жителей, винокуренный завод.
По данным 1880 г. село было центром волости, и имело 119 дворов, 685 жителей, школу. Село не было барским, поэтому во все времена коренные люди отличались вольнодумством и непокорностью. В дореволюционное время люди жили в нём зажиточно, дома строили каменные под железной крышей.
В дореволюционное время на склонах реки от истока до устья располагалось несколько прекрасных, барских имений, в том числе родовое имение Писаревых, от которого до наших дней сохранилась только церковь.
В 1843 г. в селе было открыто Каменское училище. В 1905 г. в селе размещалась Земская школа, в 1915г Земская библиотека. Село насчитывало 157 дворов.

### Советский период
2 августа 1926 г. центр по Елецкому уезду, в Каменской волости из с. Каменка был перенесён в с. Паниковец. По переписи 1926 года здесь было 178 дворов и 860 жителей. В начале 1932 года село Каменка — центр сельсовета, население — 935 человек.
До Великой Отечественной войны (1941 г.) в Каменке было сельпо, склады для приёма сельскохозяйственной продукции от населения всех окрестных сёл, которую потом отправляли на Задонский овощесушильный завод. Рядом, на центральной улице села также были пекарня, магазины, столовая, пивная, ледник, конюшни, сушилка для фруктов. Всё это принадлежало Степану Бабкину, которого в 1930-е годы раскулачили. Хлеб на пекарне выпекали для всей округи. Также работала валяльная мастерская, где валяли валенки из овечьей шерсти. В здании бывшего спортзала до революции была школа ФЗУ, а потом с 1932 до 1960 — Владимирская МТС. В праздничные дни в селе проводились большие ярмарки.
В 1968 г. построены колхозные мастерские. В 1980 г. начато строительство асфальтированной дороги с. Каменка — д. Борки, а также строительство четырёх кварталов двухэтажных домов и улицы вниз от них. В 1981—1982 гг. — строительство кормоцеха. В 1982 г. — строительство трёх двухквартирных домов к Дону. В 1983 г. — строительство асфальт. дороги от с. Каменка до д. Алексеевка. В 1986 г. — строительство Дома Культуры на 300 мест. В 1988 г. — газификация с. Каменка. В 1988 г. — строительство двухквартирного дома.

### Постсоветский период
В 1997 г. — строительство комплекса: столовая, гостиница, два магазина. На 1 января 1997 г. в селе имелось 103 двора и 234 жителя.
В 2000 г. начато строительство нового здания Каменской школы на 108 мест. В 2003 году завершена реставрация церкви.
В августе 2008 г. в селе Каменка открылся Сафари-парк, в котором можно увидеть верблюдов, лошадей, горных козлов, яков и оленей, всего тридцать видов копытных, живущих не в клетках, а под открытым небом, а также кенгуру, страусов, кабанов, лам. Территория парка размером в пятьсот гектаров.

## Население
| 1997 | 2010 |
| ---- | ---- |
| 234  | ↗238 |

## Известные жители
- П. Н. Хвостов — герой Советского Союза.

## Инфраструктура
Основа экономики — сельское хозяйство.

## Достопримечательности
Близ села, в семейном парке «Кудыкина гора» установлена гигантская статуя Змея Горыныча.

## Транспорт
Общая протяженность улично-дорожной сети в существующих границах село — 6,05 км